# Танковый двигатель

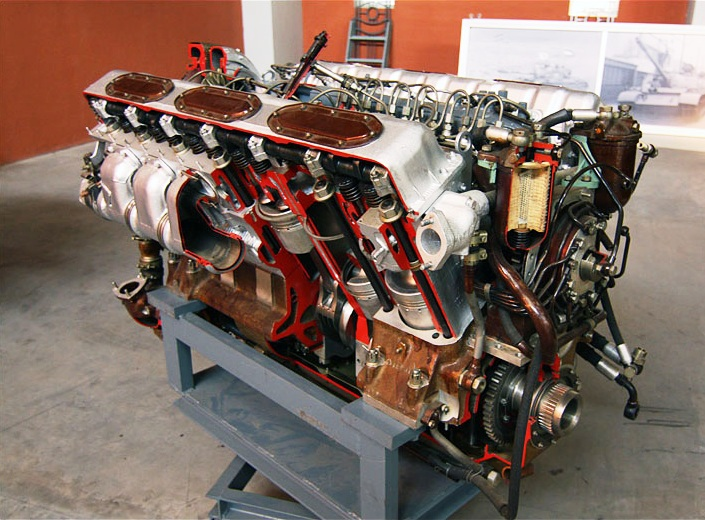
В-92 — современный российский четырёхтактный, V-образный, 12-цилиндровый, многотопливный танковый дизель жидкостного охлаждения с турбонаддувом для ОБТ Т-90

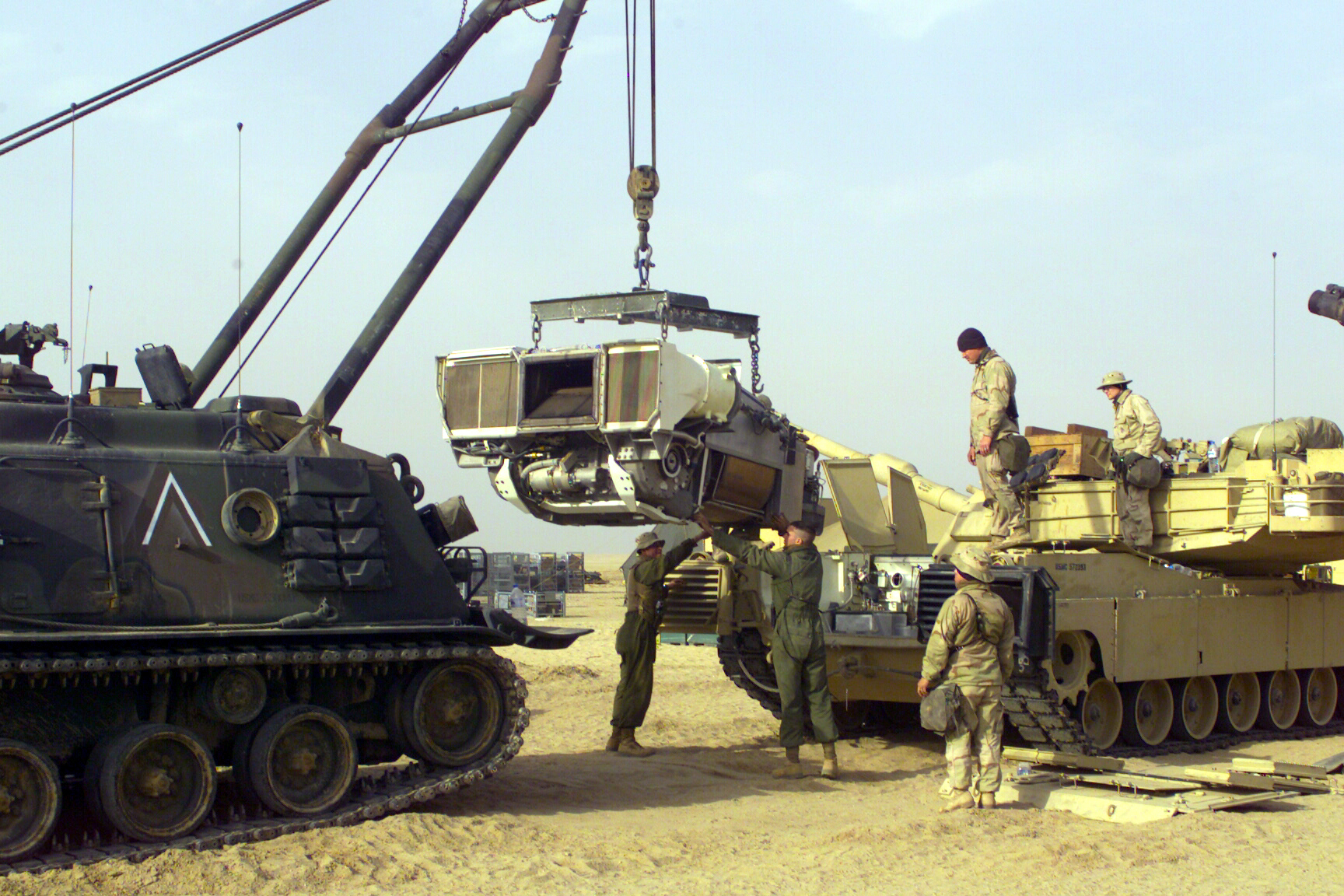
БРЭМ ВС США M88 заменяет газотурбинный двигатель AGT1500 на танке M1 Abrams. Кувейт, 2003 год

Танковый двигатель — двигатель внутреннего сгорания, который предназначается для установки на танки; нередко танковые двигатели устанавливаются также на бронетранспортёрах и самоходных артиллерийских установках и т. п.
Основные требования к современному танковому двигателю — его компактность, надёжность работы в разном климате, высокие энергетические показатели, экономичность и многотопливность.
До Второй мировой войны в качестве танковых, как правило, использовались автомобильные и адаптированные авиационные двигатели; к 1950-х годам они были полностью вытеснены моторами специальной разработки. В настоящий момент на современных танках имеют наибольшее распространение дизельные многотопливные форсированные двигатели мощностью 735—880 кВт (1000—1200 л. с.) и более; применяются также газотурбинные двигатели (ГТД) мощностью до 1100 кВТ (1500 л. с.).
Помимо двигателей внутреннего сгорания, в разное время предпринимались также попытки оснастить танки силовыми установками другого типа, не имевшие, однако, особого успеха. Во время Первой мировой войны и межвоенный период существовал (в том числе и в СССР) ряд проектов танков с паровым двигателем (см. паровой танк). Некоторые паровые танки (например, американский огнемётный паровой танк 1918 года) были реализованы в металле, однако в целом опыты по использованию паровых машин в качестве танковых двигателей оказались неудачными. В 1950-е годы, в период Холодной войны, в США активно прорабатывалась концепция так называемого атомного танка, в качестве двигателя на котором должна была использоваться ядерная силовая установка, однако практического воплощения работы в данном направлении не получили.
На ранних этапах развития танкостроения обычно использовался бензиновый карбюраторный двигатель автомобильного, а позже авиационного типа (включая моторы звездообразной компоновки). Непосредственно перед Второй мировой войной, а также в ходе её, получили распространение (преимущественно в СССР и США) дизельные двигатели, ставшие основным типом танковых моторов во всём мире со второй половины 1950-х гг., позже заменённые многотопливными двигателями, а в последние два—три десятилетия и газотурбинными двигателями (первым серийным танком с ГТД в качестве основного двигателя стал советский Т-80).
Мощность, надёжность и другие параметры танковых двигателей постоянно росли и улучшались. Если на ранних моделях довольствовались фактически автомобильными моторами, то с ростом массы танков в 1920—1940-х гг. получили распространение адаптированные авиадвигатели, а позже — и специально сконструированные танковые дизельные (многотопливные) двигатели. Для обеспечения приемлемых ходовых качеств танка удельная мощность его двигателя (отношение мощности двигателя к боевой массе танка) должна быть не менее 18—20 л. с./т.
| Страна-производитель | Модель танка | Боевая масса, т | Мощность двигателя, л. с. | Удельная мощность, л. с./т | Тип двигателя |
| -------------------- | ------------ | --------------- | ------------------------- | -------------------------- | ------------- |
| Франция              | Леклерк      | 54,6            | 1500                      | 27,4                       | дизельный     |
| Россия               | Т-80У        | 46,0            | 1250                      | 27,2                       | газотурбинный |
| США                  | M1A2 Абрамс  | 62,5            | 1500                      | 24,0                       | газотурбинный |
| Германия             | Леопард-2A5  | 62,5            | 1500                      | 24,0                       | дизельный     |
| Израиль              | Меркава Мк.4 | 65,0            | 1500                      | 23,1                       | дизельный     |
| Россия               | Т-90М        | 48              | 1130                      | 23,5                       | дизельный     |
| Израиль              | Меркава Мк.3 | 60,0            | 1200                      | 20,0                       | дизельный     |
| Великобритания       | Челленджер-2 | 62,5            | 1200                      | 19,2                       | дизельный     |

В 1930—1950-х гг. велись споры между сторонниками и противниками применения в качестве силовой установки танков двух типов двигателей внутреннего сгорания — карбюраторных и дизельных. Этот спор завершился окончательной победой сторонников дизельных двигателей. В наше время основной спор ведётся между сторонниками и противниками использования на танках дизельных двигателей и ГТД. Оба типа двигателей отличаются собственными преимуществами и недостатками. 
| Преимущества ГТД над дизельным двигателем | Преимущества дизельного двигателя над ГТД |
| --- | --- |
| - Меньше расход смазочных жидкостей. - Меньше время подготовки к запуску «холодного» двигателя при температурах ниже −5 °C. - Выхлопные газы ГТД гораздо менее токсичны, их можно напрямую использовать для обогрева танка, в то время как на танках с дизельными двигателями требуется специальный теплообменник. - Более благоприятное для транспортной машины применение крутящего момента, коэффициент приспособляемости составляет 2,6. Этим коэффициентом определяется уменьшение количества переключений при движении по пересечённой местности. - Более простая система трансмиссии. - Лучшая «незаглохаемость», то есть способность двигателя к продолжению работы, даже если танк упрётся в препятствие или застрянет в глубокой грязи. - В 1,75—2 раза ниже уровень демаскирующих шумов. - Ресурс ГТД в 2—3 раза выше, чем у поршневых двигателей, за счёт уравновешенности и сведения к минимуму трущихся поверхностей в моторе. - Бо́льшая компактность. - Бо́льшая мощность при том же размере (массе). | - Бо́льшая надёжность в условиях высокой запылённости: в отличие от авиационных турбин, танковая работает у самой земли и за минуту пропускает через себя несколько кубометров воздуха, часто содержащего большие количества поднятой танком пыли. Отсюда намного выше требования к системе очистки поступающего воздуха. - Незначительное падение мощности при высоких температурах окружающей среды. - Меньший в 1,8—2 раза расход топлива, то есть, с одной стороны, более дешёвая эксплуатация, с другой — больший запас хода при том же количестве возимого топлива. - Стоимость дизельного двигателя до десяти раз меньше. - Лучшая пожаробезопасность вследствие использования плоховоспламеняющегося дизельного топлива. - Возможность ремонта в полевых условиях. - Быстрый запуск «прогретого» двигателя. - Ещё одним немаловажным преимуществом является возможность запуска дизельного двигателя танка с буксира, то есть «с толкача», поэтому танк с таким двигателем имеет большую вероятность продолжить выполнение своей задачи при помощи другого танка. - Дизельные двигатели слабее нагреваются, поэтому менее заметны для тепловизоров. - Для преодоления водных преград по дну танку с ГТД требуется вытяжная труба — выхлоп в воду для него невозможен. |

Сравнительные войсковые испытания танков Т-64А и Т-72 с дизельными двигателями 5ТДФ и В-46 соответственно и Т-80 с газотурбинным двигателем ГТД-1000Т, проведённые правительственной комиссией, показали:
- Танки Т-80, номинальная удельная мощность которых превышала показатели Т-64А и Т-72 соответственно на 30 и 25 %, имеют преимущество по тактическим скоростям в европейских условиях лишь на 9—10 %, а в условиях Средней Азии — не более 2 %.
- Часовой расход топлива газотурбинных танков был выше дизельных на 65—68 %, километровый расход — на 40—50 %, а запас хода по топливу меньше на 26—31 %; это приводило к необходимости при организации маршей предусматривать возможность дозаправки танков Т-80 в ходе суточных переходов.
- На высоте 3 км над уровнем моря потеря мощности у двигателя 5ТДФ достигала 9 %, у В-46 — 5 %, у ГТД-1000Т — 15,5 %.

Дизельные танки в настоящее время находятся в танковых парках 111 стран мира, а газотурбинные — в танковых парках 9 стран мира. Разработчиками, производителями и поставщиками газотурбинных танков являются США и Россия (Советский Союз). Дизельные танки составляют основу танковых парков армий всех стран мира, за исключением США. Развитие мировых танкостроения и танкового рынка в 2003—2012 гг. определяют 25 специальных программ, из которых 23 относятся к дизельным танкам, только 2 — к газотурбинным. 
Многие страны, покупающие танки, предпочитают модели с дизельным двигателем и даже требуют замены ГТД на дизели в качестве условия к допуску на тендер; так, в 2004 году Австралия в качестве своего будущего танка выбрала танк M1A2 «Абрамс», но при условии, что ГТД танка в нём будет заменён на дизельный двигатель. В США даже конкретно в экспортных целях был разработан танк M1A2 «Абрамс» с дизельным двигателем.
Существуют конструктивные решения, позволяющие значительно улучшить характеристики дизельных двигателей (так, в Германии фирма MTU Friedrichshafen разрабатывала, на 2005 г., новые высокотехнологичные дизельные двигатели серии 890 четвёртого поколения для будущих бронированных боевых машин. ). В целом, несмотря на утверждения сторонников каждого из типов двигателей, в настоящее время нельзя говорить о безусловном превосходстве одного из них.
Современные ГТД, как правило, многотопливные, могут работать на всём спектре топлив: бензинах всех типов, включая высокооктановый авиационный бензин, реактивном топливе, дизельном топливе с любым цетановым числом, но номинальным топливом в мирное время для них служит авиационный керосин. 

Подавляющее большинство дизельных двигателей снабжено системой турбонаддува, а в последние годы — и промежуточными охладителями наддувочного воздуха (интеркулерами).